# Goldsmith (Texas)
Pour les articles homonymes, voir Goldsmith.
Goldsmith est une ville située au nord du comté d'Ector et de la census-designated place de West Odessa, au Texas, aux États-Unis,.

## Démographie
Lors du recensement de 2010, la ville comptait une population de 257 habitants. Elle est également estimée, en 2016, à 272 habitants.

### Source de la traduction
- (en) Cet article est partiellement ou en totalité issu de l’article de Wikipédia en anglais intitulé « Goldsmith, Texas » (voir la liste des auteurs).